# Zavitinsk
Zavitinsk (en ruso: Завитинск) es una localidad rusa de Amur localizada en el río Zavitaya a 162 km de Blagovéshchensk. De acuerdo con el censo de 2010, la población era de 11.481 habitantes.

## Historia
La villa fue creada en 1906 bajo el nombre de Zavitaya debido a su ubicación cercana con el río de mismo nombre. 1912 supuso un acontecimiento histórico tras construirse las vías férreas del Transiberiano con lo que la población al igual que la región quedaron conectadas con el resto del país. Dos años después de la construcción de la estación, se construiría una línea secundaria que conectaría Amur con la frontera China a través de Poyarkovo.
En 1936 obtuvo el estatus de asentamiento urbano y en 1954 pasó a ser considerada una ciudad al mismo tiempo que cambió su nombre por el de Zavitinsk.

## Demografía
| 1959   | 1970   | 1979   | 1992   | 1996   | 2002   | 2008   | 2009   |
| ------ | ------ | ------ | ------ | ------ | ------ | ------ | ------ |
| 15 800 | 19 000 | 17 400 | 21 800 | 22 300 | 14 248 | 12 993 | 12 849 |